# Selección femenina de balonmano de la República Dominicana
La Selección femenina de balonmano de la República Dominicana es el equipo formado por jugadoras de nacionalidad Dominicana que representa a la Federación Dominicana de Balonmano en las competiciones internacionales organizadas por la Federación Internacional de Balonmano (IHF), Federación Panamericana de Balonmano (PATHF) o el Comité Olímpico Internacional (COI).

## Historial

### Campeonato Mundial de Balonmano
- 2007: 22.ª plaza
- 2013: 23.ª plaza

### Campeonato Panamericano de Balonmano
- 2003: 6.ª plaza
- 2005: 5.ª plaza
- 2007: 3.ª plaza
- 2009: 4.ª plaza
- 2011: 4.ª plaza
- 2013: 3.ª plaza
- 2017: 6.ª plaza

## Otros torneos
- Torneo femenenino de las 4 Naciones de 2017: 4º puesto
- Juegos Bolivarianos de 2022:  3º